# Golden Gate Yacht Club

Golden Gate Yacht Clubs flagga.

The Golden Gate Yacht Club (GGYC) är en båtklubb som grundades 1939.
År 1939 byggde de första medlemmarna ett klubbhus på en pråm i San Francisco Marina. Klubbhuset skadades allvarligt i Loma Prieta-skalvet 1989, och medlemmarna drog tillsammans in pengar och byggde om den.
GGYC är en populär kryssning och regattaplats i San Francisco. Klubben ligger på bryggan direkt öster om St Francis Yacht Club och norr om Marina Green, i slutet av Yacht Road i San Francisco. 
En av klubbens mest kända medlemmar är Oracle Corporations grundare Larry Ellison.
Representerade av BMW Oracle Racing-teamet gick klubben med i Louis Vuitton Cup 2007, som var urvalsserien för America's Cup. BMW Oracle Racing blev utslagen i semifinalen. Klubben vann America's Cup med racingteamet 2010 (efter en kontrovers, se nedan) och 2013 (i America's Cup 2013 tävlade teamet under namnet Oracle Team USA).

## America's Cup 2010
America's Cup Management meddelade den 5 juli 2007 att den försvarande yachtklubben, Société Nautique de Genève (SNG) i Schweiz och klubben Náutico Español de Vela (CNEV) från Spanien, som var Challenger of Record, hade enats om protokollet för den 33:e America's Cup. Golden Gate Yacht Club stämde och hävdade framgångsrikt att klubben Náutico Español de Vela inte var en giltigt utmanare. Golden Gate Yacht Club team, BMW Oracle Racing, blev därför de som seglade mot SNG som företräddes av Alinghi, i februari 2010 i Valencia, Spanien. De konkurrerande båtarna, Alinghi 5 och USA 17, var båda 90-fots multihulls. De stela vingarna i USA 17 gav en avgörande fördel och Golden Gate Yacht Club vann America's Cup 2010 med bred marginal.